# Thomas Bertram Lonsdale Webster

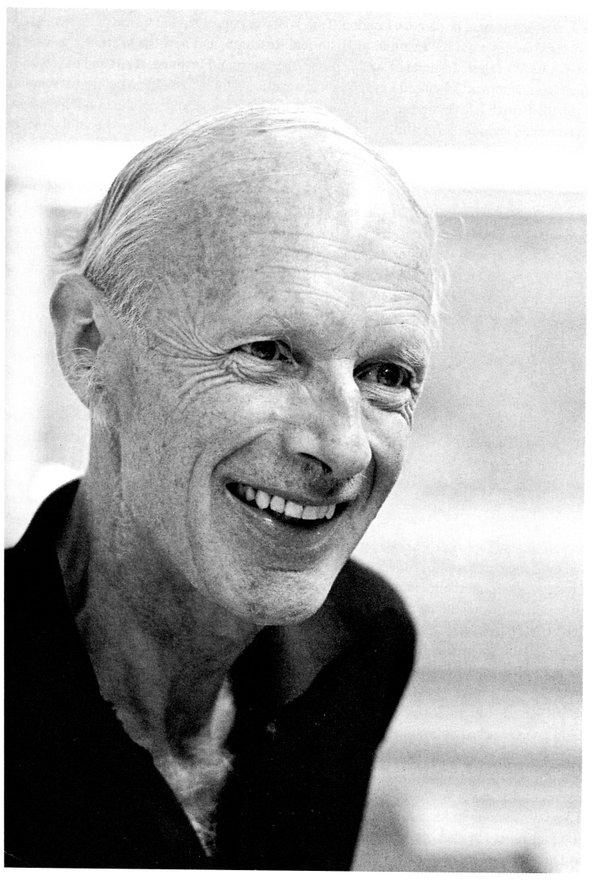
Thomas Bertram Lonsdale Webster

Thomas Bertram Lonsdale Webster (meist T. B. L. Webster) (* 3. Juli 1905; † 31. Mai 1974) war ein britischer Klassischer Philologe und Archäologe.
T. B. L. Webster besuchte die Charterhouse School und studierte anschließend an der Oxford University. Hier studierte er u. a. Archäologie bei John D. Beazley, sein besonderes Interesse galt jedoch Menander und der griechischen Komödie. Er versuchte, die Handlung der meist verlorenen Stücke aus Fragmenten und archäologischen Dokumenten, insbesondere der Vasenmalerei, zu rekonstruieren.
Als Nachfolger von William Moir Calder (1881–1960) war er von 1931 bis 1948 Hulme Professor of Greek an der Universität Manchester. Von 1948 bis 1968 war er Chair of Greek am University College London, wo er 1953 Mitbegründer des Institute of Classical Studies war. Nach dem Tod seiner Frau, der Klassischen Philologin Amy Marjorie Dale (1901–1967), zog er 1968 in die USA und lehrte an der Stanford University als Emeritus Professor of Classics. 1965 wurde er zum Mitglied der British Academy gewählt.

## Veröffentlichungen (Auswahl)
- An introduction to Sophocles. Clarendon Press, Oxford 1936
- Greek art and literature 530-400 B.C. Clarendon Press, Oxford 1939
- Studies in Menander. Manchester University Press, Manchester 1950
- Studies in later greek comedy. Manchester University Press, Manchester 1953
- Greek theatre production. Methuen, London 1956
- Art and literature in fourth century Athens. Athlone Press, London 1956
- From Mycenae to Homer. A study in early Greek literature and art. Methuen, London 1958
  - deutsch: Von Mykene bis Homer. Anfänge griechischer Literatur und Kunst im Lichte von Linear B. Oldenbourg, München 1960
- Greek art and literature 700-530 BC. The beginnings of modern civilization. Methuen, London 1959
- Monuments illustrating old and middle comedy. London 1960
- Monuments illustrating new comedy. London 1961
- Monuments illustrating tragedy and satyr play. London 1962
- Hellenistic poetry and art. Methuen, London 1964
- The art of Greece. The age of hellenism. Crown 1966
- The tragedies of Euripides. Methuen, London 1967
- Everyday life in classical Athens. Batsford, London 1969
  - Nachdruck: Life in classical Athens. Batsford, London 1978
- The Greek chorus. Methuen, London 1970
- Sophocles, Philoctetes. Cambridge University Press, Cambridge 1970
- mit Arthur Dale Trendall: Illustrations of Greek drama. Phaidon, London 1971
- Potter and patron in classical Athens. Methuen, London 1972
- Athenian culture and society. University of California Press, Berkeley 1973
- An introduction to Menander. Manchester University Press, Manchester 1974